# Piektjajaure
Piektjajaure är en sjö i Jokkmokks kommun i Lappland och ingår i Råneälvens huvudavrinningsområde. Sjön har en area på 0,263 kvadratkilometer och ligger 435,1 meter över havet. Sjön avvattnas av vattendraget Harrejåkkå.

## Delavrinningsområde
Piektjajaure ingår i det delavrinningsområde (741244-171271) som SMHI kallar för Utloppet av Harrejaure. Medelhöjden är 435 meter över havet och ytan är 14,25 kvadratkilometer. Det finns inga avrinningsområden uppströms utan avrinningsområdet är högsta punkten. Harrejåkkå som avvattnar avrinningsområdet har biflödesordning 3, vilket innebär att vattnet flödar genom totalt 3 vattendrag innan det når havet efter 194 kilometer. Avrinningsområdet består mestadels av skog (75 procent) och sankmarker (13 procent). Avrinningsområdet har 1,55 kvadratkilometer vattenytor vilket ger det en sjöprocent på 10,9 procent.